# Grafický manuál
Grafický manuál je manuál dodávaný k firemnímu stylu; určuje firmě jak má využívat své logo, barvy, písma a veškeré ostatní grafické prvky vytvořené grafickým designérem.